# ルー (フランス)
ルー（仏: Reux）は、フランスのノルマンディー地域圏、カルヴァドス県に属するコミューン。

## 地理
県都カーンから東に40kmいったポン＝レヴェック近郊の平野部に位置する。いくつかの小川が源を発し、北へ流れトゥック川に合流する。大きな集落はなく、小集落や一軒家が寄り集まって一つのコミューンを形成している。南にはノルマンディー高速道路などの幹線道路が東西に走る。北西でサン＝テティエンヌ＝ラ＝ティレーと、北東でポン＝レヴェックと、南東でサン＝ティメと、南でクラルベックと、西でボーモン＝アン＝オージュとそれぞれ接する。

## 行政
- 首長 - ジャン・デュタック（Jean Dutacq、無所属、1983年から） 会社取締役

## 人口の推移[1]
| 1962年 | 1968年 | 1975年 | 1982年 | 1990年 | 1999年 | 2007年 |
| ------ | ------ | ------ | ------ | ------ | ------ | ------ |
| 212    | 229    | 214    | 207    | 263    | 251    | 326    |

## 観光スポット
- ルー城の礼拝堂のステンドグラス - ギー・ド・ロチルドから依頼を受けたフランシー・ボットが1953年から54年にかけ制作した。